# تفاعلية (علم اجتماع)

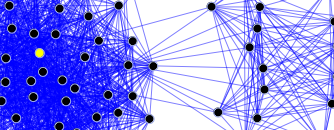

التفاعلية في علم الاجتماع هي منظور نظري ينسب العمليات الاجتماعية (مثل الصراع والتعاون وتكوين الهوية) إلى التفاعل البشري. التفاعلية دراسة لكيفية صياغة الأفراد لمجتمعهم، وتشكيل المجتمع لهم من خلال المعنى الذي ينشأ في التفاعلات. نمت النظرية التفاعلية في النصف الأخير من القرن العشرين وأصبحت واحدة من المنظورات الاجتماعية السائدة في العالم اليوم. يعتبر جورج هربرت ميد -المدافع عن البراغماتية وذاتية الواقع الاجتماعي- رائدًا في تطوير التفاعلية. توسع هربرت بلومر في عمل ميد وصاغ مصطلح «التفاعلية الرمزية».

## الأقسام
للتفاعلية أقسام فرعية عديدة: علم الظواهر، الفهم، الإجراءات الاجتماعية، المنهج الإثني، التفاعلية الرمزية، والبنيوية الاجتماعية.

## التفاعلات
التفاعلية هي فرع لعلم الاجتماع على المستوى الصغير، وتُبنى على أساس أن المعنى يتم إنتاجه من خلال تفاعلات الأفراد.
التفاعل الاجتماعي هو عبارة عن عملية تتم بين الأفراد وجهًا لوجه، وتتكون من أفعال وردود أفعال وتكيف متبادل بين فردين أو أكثر داخل المجتمع. ويشمل أيضًا التفاعل الحيواني مثل التزاوج. يشمل التفاعل كل اللغات (متضمنًا لغة الجسد) والسلوكيات. الهدف من التفاعل الاجتماعي هو التواصل مع الآخرين. إذا كان التفاعل معرضًا لخطر الإنهاء قبل أن ينوي الفرد ذلك، فيمكن الحفاظ عليه من خلال الامتثال لتوقعات الآخرين، أو عن طريق تجاهل بعض الأفعال أو عن طريق حل المشكلات الظاهرة. يؤكد ايرفينج جوفمان على أهمية السيطرة داخل التفاعل. يجب على الفرد محاولة التحكم في سلوك الآخرين أثناء التفاعل من أجل الحصول على المعلومات التي يبحث عنها الفرد، ومن أجل التحكم في إدراك الآخرين لصورته الذاتية. تتضمن بعض المفاهيم المهمة في مجال التفاعلية: الدور الاجتماعي، ومفهوم جوفمان لعرض الذات.

## منهجية التفاعلية
يهتم التفاعليون بكيفية رؤية الناس لأنفسهم في السياق الاجتماعي الأوسع. يسعى التفاعليون إلى فهم كل فرد، وكيفية تصرفهم داخل المجتمع. ينكرون في الحالات القصوى أن الطبقة تمثل إشكالية، ويقولون إننا لا نستطيع تعميم فكرة أن كل فرد من طبقة اجتماعية واحدة يفكر بنفس الطريقة. يؤمنون بدلًا من ذلك بأن لكل شخص مواقف وقيم وثقافة ومعتقدات مختلفة، لذا فمن الواجب على عالم الاجتماع إجراء الدراسة داخل المجتمع. يجمع التفاعليون البيانات النوعية وليس الكمية.

### رفض الأساليب البنيوية
يرفض التفاعليون البيانات الإحصائية (الكمية)، وهي طريقة يفضلها البنيويون. وتشمل هذه الأساليب: التجارب والمقابلات المنظمة والاستبيانات وملاحظة غير المشاركين والمصادر الثانوية. توجد بعض الانتقادات الأساسية، وهي:
- البيانات الإحصائية ليست صالحة. وهذا يعني أن هذه الأساليب لا توفر لنا صورة حقيقية عن المجتمع بخصوص الموضوع الذي يتم البحث فيه.
- البحوث منحازة وبالتالي ليست موضوعية. يكون عالم الاجتماع بعيدًا عن الأفراد المستهدفين بالدراسة، ويُقال إن الفرضية تعني أن البحث منحاز نحو استنتاج محدد مسبقًا (تجربة روزنهان في عام 1973). رُفضت هذه التجربة مجددًا من قبل التفاعليين الذين يزعمون أنها زائفة، وتثير التجربة أيضًا قضايا أخلاقية بسبب التجربة على البشر.

### الأساليب المفضلة للتفاعلية
يفضل التفاعليون عدة طرق مختلفة عن الأساليب البنيوية، وهي: المقابلات غير المنظمة، وملاحظة المشاركين بشكل سري، وملاحظة المشاركين علانيةً، وتحليل الوثائق التاريخية والعامة والشخصية عن طريق تحليل المحتوى.
ترفض الأساليب التفاعلية عمومًا الحاجة المطلقة لتوفير إحصائيات لدراساتهم. تسمح الإحصاءات بإظهار السبب والنتيجة، بالإضافة إلى عزل المتغيرات بحيث يمكن تمييز العلاقات والنزعات بمرور الوقت. يريد التفاعليون بدلًا من ذلك التعمق لتحليل المجتمع. وهذا يثير انتقادات مثل:
- لا يمكن جمع المعلومات والأبحاث الاجتماعية أو مقارنتها، وبالتالي لا يمكننا أن نفهم حقًا كيف يتغير المجتمع. فهذه البيانات ليست موثوقة.
- يتم تفسير المعلومات التي يجمعها عالم الاجتماع القائم بالبحث، وبالتالي فهي ليست موضوعية.

تسمح الأساليب الخاصة بالتفاعلية ببعض المرونة على الرغم من هذه الانتقادات. فحقيقة عدم وجود فرضية تعني أن عالم الاجتماع لن يكون منغمسًا في محاولة إثبات مبدأ أو نظرية معينة. ولكن يتفاعل الباحثون مع ما يكتشفونه بدلًا من ذلك، ولا يفترضون أي شيء بخصوص المجتمع. (هذا ليس صحيحًا تمامًا. إذ يمكن أن تكون هناك فرضيات للعديد من الدراسات باستخدام أساليب التفاعلية. وقد يميل الباحث بعد ذلك إلى ملاحظة أحداث معينة وتجاهل الصورة الأكبر. سيؤدي هذا إلى تحيز النتائج إذا لم يتم إجراء هذه الأبحاث بشكل جيد. هذا هو السبب وراء تحول بعض المنظرين إلى هذا الأسلوب، ويوضح كيف يتأثر السلوك البشري ويتغير من خلال التفاعلات أو التنشئة الاجتماعية.)

### دراسات الحالة
- التجارب الميدانية: ديفيد روزنهان 1973. درس الطرق العلاجية الأمراض العقلية في كاليفورنيا واستعان بـ 8 باحثين عاديين لإجراء الدراسة في 12 مستشفى. لكن يقول النقاد إن هذه الطريقة غير أخلاقية، ويتفق مع ذلك الغالبية العظمي من التفاعليين.
- المقابلات غير المنظمة: وليام لابوف 1973. دراسة اللغويات الاجتماعية. جوان سميث 1998. هارون تشيكوريل وجون كيتسوس 1963 دراسة المنهجية العرقية في المدارس الأمريكية. هاوارد بيكر 1971.
- ملاحظة المشاركين: جون هوارد جريفين، مايكل هارالامبوس.

## الارتباط بين التفاعلية والنظريات أخرى
ترتبط التفاعلية أو فكرة أن الأفراد يتمتعون بمزيد من الوعي والمهارة والقوة لتغيير وضعهم بعدة نظريات أخرى، أمثلة على هذا:

### الماركسيين الجدد
الماركسية الجديدة هي مصطلح فضفاض للعديد من مقاربات القرن العشرين التي تقوم على تعديل أو توسيع الماركسية والنظرية الماركسية، وعادةً عن طريق دمج عناصر من تقاليد فكرية أخرى، مثل النظرية النقدية أو التحليل النفسي أو الوجودية.

### التعددية
التعددية هي النظرية القائمة على فكرة أن الجمهور يحصل على ما يريده الجمهور، وهي الفكرة القائلة إن حياتنا تقدم خيارًا مثل الديمقراطية التمثيلية. معنى فكرة اختيار المستهلك أن كل فرد لديه القوة كمستهلك لتغيير أي جانب من جوانب حياته إن كان راغبًا في ذلك. وفقًا للنظرية فالوضع القائم هو انعكاس لمعايير وقيم ومعتقدات غالبية الناس. وهي متوافقة مع فكرة القوة الفردية، على الرغم من أن علماء الاجتماع التفاعليين قد لا يقبلون فكرة أن يتم تصنيفنا جميعًا على أننا مستهلكون.